# Xã Bertha, Quận Todd, Minnesota
Xã Bertha (tiếng Anh: Bertha Township) là một xã thuộc quận Todd, tiểu bang Minnesota, Hoa Kỳ. Năm 2010, dân số của xã này là 408 người.